# 佐竹義人
佐竹 義人（さたけ よしひと、応永7年（1400年） - 応仁元年12月24日（1468年1月19日））は、室町時代の武将、大名。常陸守護、佐竹氏第12代当主。
関東管領上杉憲定（山内上杉家の当主）の次男で、第11代当主佐竹義盛の養子（婿養子、妻は源姫）。上杉憲基の弟。幼名は龍保丸、官位は左馬助。初名は上杉義憲（よしのり）。別名は義仁とも。応永23年（1416年）に義憲から義人（義仁）に改名している。義俊、上杉実定（従兄の上杉憲実の猶子）、戸村義倭、小野義盛、義経の父。

## 生涯
応永14年（1407年）、佐竹義盛が世継ぎを残さず病没したために、鎌倉公方足利満兼の裁可で義人を義盛の娘源姫の婿として迎えることになり、佐竹の家督を継承した。しかし、これを快く思わない一族庶流山入家の佐竹与義らが干渉を行い、家督相続は円滑には進まず、（満兼の子）足利持氏が後ろ盾となったことで義人は家督を維持していた。
そのため、上杉禅秀の乱の際は持氏を支持する姿勢を採り、上杉禅秀方についた与義や、同じ一族の稲木義信、長倉義景を征伐した。義信は戦死し、与義は降伏したが、その後も山入氏は与義や子の祐義が室町幕府から常陸守護を拝命するなどして義人に抵抗を続けた。これに対して、義人も幕府の御料所の年貢の京進の完納を進めるなど、幕府の歓心を買う工作を行っている。また、上杉禅秀の乱に加わった大掾満幹が処刑されると、持氏の意向もあって義人の三男（後の戸村義倭）が大掾氏の家督を継いだ。
義人は家督相続に恩のあった持氏を一貫して支持してきたが、室町幕府将軍足利義教からの圧迫を受けて永享7年（1435年）に白河結城氏・那須氏と共に持氏討伐の命令を受けてしまう。折しも、長倉義成（義景の子）が持氏に叛旗を翻したが、こうした事情から義人はこれまで敵対を続けてきた長倉氏への援軍を送らざるを得なくなる。足利持氏は岩松持国・上杉定頼・結城氏朝・小田持家・千葉胤直らを派遣して長倉氏を降伏させてしまう。進退窮まった義人は持氏の側近簗田満助の仲介を受けて翌永享8年（1436年）に家督を嫡男義俊に譲ることを条件に降伏を許されて持氏側に復帰した。なお、この際に義人は佐竹氏の所領であった武蔵国埼西郡33郷と下総国関宿7村を仲介の労を取った満助に譲っている。
永享9年（1437年）、持氏と関東管領上杉憲実（義人の従兄）の対立が深刻化すると義人の立場は複雑なものとなる。実家である上杉氏の存在を背景として家督を継いでいた義人の足場は脆弱であり、次男実定を猶子としていた上杉憲実と山入氏を支持する室町幕府の連携によって持氏派の義人は実家上杉氏の後ろ盾を失う事になった。
まもなく始まった永享の乱で持氏が自刃し、さらに結城合戦で関東の持氏派の残党が一掃され、女婿結城持朝も死去。遂に6代将軍足利義教による佐竹氏討伐が計画されるに至った。また、大掾氏でも家臣が義人の子を追放して、大掾頼幹を当主に擁立して佐竹氏と敵対した。しかし、義教が嘉吉の乱で暗殺されるなど関東の政局が佐竹氏にとって好転したこともあり、その後も実権を握り続けた。
山入氏など庶家の抵抗は依然として強く、さらに晩年は義人が実家上杉氏との関係改善を図り、当主の義俊を遠ざけ実定を偏愛したため、享徳元年（1452年）には義俊と孫の義治が居城を追放され、更に上杉憲実までが実定を正式に上杉氏の後継者に迎えて上杉の家名と関東管領の地位を譲ろうとしたことから上杉氏の家宰である長尾景仲と対立するなど、家中はますます混乱した。
寛正6年（1465年）5月3日に実定の補佐役の江戸通房が死去し、9月25日に実定が死去。応仁元年（1468年）に義人が死去。享年68。
佐竹義定（実定の嫡子）は江戸通長の元に追放され、代わって義俊父子が常陸太田城に復帰することになる。

## 末裔
『新編武蔵風土記稿』によれば、武蔵国橘樹郡に義人の末裔を称する木下氏がいたという。この木下氏は、天正の水帳に木下右近や木下四郎左衛門と見えるのが初見である。始祖は佐竹右馬頭義敦の男・石塚彦四郎宗義であり、宗義の末裔に、余百姓甚蔵という義人の末裔・木下次郎の子孫が婿入りしたという。また入間郡入會十二人衆に「木下越後、木下方兵衛」という名前が見える。

## 備考
- 佐竹氏をはじめとする「常陸源氏」は地域の土着神や旧来の豪族が崇敬する神に代わって自分たちが崇敬する神として自らの支配地域に石清水八幡宮から八幡神を積極的に勧請したが、義人の時代になると勧請元が鎌倉の鶴岡八幡宮に変化することになる。これは石清水系の八幡社が山入氏など義人の佐竹氏入嗣に反対する諸氏とのつながりが強かったために、義人は同じ八幡宮でも関東管領上杉氏とも密接であった鶴岡八幡宮との関係を強めて対抗しようとしたと考えられる[10]。